# Андалус
 Тази статия е за историческия регион.  За съвременната автономна област вижте Андалусия.  
А́ндалус (на арабски: الأندلس), също Ал-Андалус, е арабско наименование на териториите от Пиренейския полуостров, които между VIII и XV век са под контрола на мюсюлмански владетели. Границите на Андалус се променят постоянно в хода на мюсюлманското завоюване и последвалата Реконкиста.

## Кордовски емират
Периодът между 711 и 756 г. в историята на Андалус се нарича зависим емират, тъй като новите територии се намират под властта на Умаядския халифат. През тези години продължават военните действия между различните арабски фракции и отделните социални групи. Арабското нашествие отвъд Пиренеите продължава до 732 г., когато франките начело с Карл Мартел постигат решителна победа в битката при Поатие. Тази битка поставя началото на постепенно отстъпление на мюсюлманските войски. Тъй като в Северна Африка избухва берберско въстание, голяма част от берберите, нахлули в северозападна Иберия, се изтегля, а на тяхно място идват войници от Сирия, което носи нови поводи за разцепление сред мюсюлманите. Ситуацията се стабилизира през 756 г., когато умаядският принц Абд ал-Рахман I намира убежище в Андалус от преследващите го врагове от династията на Абасидите и установява независим емират със столица Кордова.
Кордовският емират съществува над век и половина (756 – 929). При управлението на Абд ал-Рахман I и неговите потомци настъпва период на политическо, административно и културно обновление на Андалус. Въпреки това не спират вътрешните вълнения и бунтове, което принуждава емира да увеличи броя на наемните войници и да облага населението с нови данъци, за да издържа войската.